# 福岡市立多々良小学校
福岡市立多々良小学校（ふくおかしりつ たたらしょうがっこう）は、福岡県福岡市東区多々良一丁目にある公立小学校。

## 沿革
- 1888年（明治21年）6月 - 西の前に糟屋郡多々良村立多々良尋常小学校新設。蒲田分教場設置。
- 1900年（明治33年）12月 - 現在地に移転し、蒲田分教場を廃止
- 1912年（明治45年）4月 - 高等科を併設し、糟屋郡多々良村立多々良尋常高等小学校と称す
- 1931年（昭和6年） - 名島分教場を設置
- 1933年（昭和11年） - 名島分教場が名島尋常小学校として独立
- 1941年（昭和16年） - 糟屋郡多々良村立多々良国民学校と改称
- 1947年（昭和22年） - 糟屋郡多々良村立多々良小学校と改称
- 1950年（昭和25年） - 糟屋郡多々良町立多々良小学校と改称
- 1955年（昭和30年） - 福岡市立多々良小学校と改名
- 1971年（昭和46年） - 福岡市立若宮小学校を分離
- 1974年（昭和49年） - 福岡市立八田小学校を分離

## 委員会活動
- 体育委員会
- 運営委員会
- 環境委員会
- 図書委員会
- 理科委員会
- 保健委員会
- 放送委員会
- 給食委員会
- 園芸委員会
- 飼育委員会

## クラブ活動
- パソコンクラブ
- ミニソフト・ミニサッカークラブ
- ゲーム・昔の遊びクラブ
- ドッジボールクラブ
- バスケットボールクラブ
- バドミントンクラブ
- 卓球クラブ
- 手芸クラブ
- ダンスクラブ
- 工作クラブ
- 調理クラブ

## 通学区域
多の津1-5丁目、土井1-4丁目、松島3丁目31番-34番、松島5丁目21番-29番、蒲田1-5丁目、名子1-3丁目(青葉小学校との選択可能)、大字名子（青葉小学校との選択可能）、
多々良1,2丁目。校区中央部に香椎線土井駅がある。校区西側の多の津1,2丁目は福岡流通センターとなっており流通関係の施設が集中する。それ以外の校区西側から中央部にかけては住宅地で、東側は田畑が多い。校区南端は粕屋町との境界、東端は久山町との境界となっている。
福岡市域の青葉小学校、八田小学校、若宮小学校、名島小学校、松島小学校、粕屋町域の粕屋西小学校、大川小学校、久山町域の久原小学校、山田小学校と校区が接する。
中学校は福岡市立多々良中央中学校の校区。